# تيلي
تيلي (بالصينية: 铁力市) هي مدينة على مستوى مقاطعة، في الصين، تقع في ييتشون، وهيلونغجيانغ، بلغ عدد سكانها 390,000 نسمة وذلك حسب إحصائيات سنة 2010، تبلغ مساحتها 6,620 كيلومتر مربع، رمزها البريدي هو 152500.

## التقسيمات الإدارية
- Langxiang  [لغات أخرى]‏.